# Arvedui
Arvedui es un personaje ficticio que forma parte del legendarium creado por el escritor británico J. R. R. Tolkien y cuya historia es narrada en los apéndices de la novela El Señor de los Anillos. Es un dúnadan, hijo de Araphant y decimoquinto y último rey de la línea de Isildur en reinar sobre las tierras de Arthedain, apenas una fracción de lo que había sido el antiguo y extenso reino de Arnor. Su nombre proviene de la lengua élfica sindarin y se traduce como «último rey».

## Historia
Nacido en el año 1864 de la Tercera Edad del Sol, Malbeth el Vidente predijo que sería el último de su dinastía y que en sus días los dúnedain tendrían todavía una oportunidad para unirse y enfrentar a sus enemigos. De lo contrario, perderían todo señorío y pasarían muchas generaciones de hombres antes de que recuperen su poder y gloria. 
Sucede a su padre en el año 1964 T. E. Durante su reinado, los dúnedain del norte y del sur tomaron contacto después de mucho tiempo, pues por fin comprendieron que un cierto poder estaba dirigiendo ataques sucesivos sobre todos los descendientes de los sobrevivientes de Númenor. Arvedui se casó con Fíriel, la única hija sobreviviente del rey Ondoher de Gondor, pues el rey y sus hijos perecieron en la Batalla del Campamento, contra los Aurigas. Arvedui entonces reclamó la corona de Gondor como legítimo descendiente de Elendil e Isildur, y como marido de la hija del rey, este hecho se lo conoció como la Reclamación de Arvedui. Los consejeros de Gondor se negaron, y coronaron al capitán Eärnil, descendiente indirecto de la línea de Anárion, quien no obstante le promete a Arvedui ayuda ante cualquier necesidad.
Posteriormente, Arvedui sufre lo más crudo de los embates de Angmar. En su ayuda acuden un ejército de Gondor al mando de Eärnur hijo de Eärnil, y las fuerzas élficas al mando de Círdan. Pero aunque finalmente vencen al Rey Brujo y el reino de Angmar desaparece, para Arvedui ya es tarde: ante el ataque contra Fornost se ve obligado a huir primero a las Montañas Azules y luego al lejano norte, a la bahía de Forochel. Allí, tras pasar un penoso y crudo invierno, acuden barcos para llevarlo a casa. Pero el cruel frío no está dispuesto a soltarlo, y su barco se hunde en el helado mar, falleciendo en el año 1974 T. E. Allí se hunden también las Palantiri de Annúminas y Amon Sûl que Arvedui había llevado consigo. El Anillo de Barahir, heredad de su casa, Arvedui se lo había dado en prenda al señor de los Lossoth, y de esa manera se salva.
Aranarth, hijo mayor de Arvedui, se convierte en el primer Capitán de los Dúnedain, convertidos desde entonces en un rústico puñado de hombres conocidos por todos como los Montaraces del Norte. En Gondor, la línea de reyes también se interrumpe con Eärnur, y de esta manera, las predicciones tristemente quedaron cumplidas.

## Adaptaciones
El fantasma de Arvedui protagoniza la ambientación del Libro XIII «El destino del último rey» de la trama principal del videojuego de rol multijugador masivo en línea titulado The Lord of the Rings Online, cuya acción se desarrolla en la bahía de Forochel en los tiempos de la Guerra del Anillo. Arvedui, o mejor dicho su espectro, guía a los jugadores a través de la aventura.